# Saint-Jouin-de-Milly
Saint-Jouin-de-Milly è un comune francese di 218 abitanti situato nel dipartimento delle Deux-Sèvres nella regione della Nuova Aquitania.

## Società

### Evoluzione demografica
Abitanti censiti